# Bad Laer
Bad Laer es una comunidad del distrito de Osnabrück (Landkreis Osnabrück), ubicada en Baja Sajonia (Niedersachsen). Se encuentra a 20 km al sur de Osnabrück y se sitúa en las inmediaciones del Bosque Teutónico (Teutoburger Wald).

## Geografía
El Bosque teutónico se ubica al norte de la región. Bad Laer limita al oeste con Glandorf, al norte con Bad Iburg, al este con Hilter am Teutoburger Wald y Bad Rothenfelde así como al sur con la ciudad del estado Renania del Norte-Westfalia de Versmold (Distrito de Gütersloh) y Sassenberg (Distrito de Warendorf).

### Composición territorial
Las comunidades adscritas a Bad Laer son (Datos de: 2006)
- Laer (5.740)
- Remsede (1.149)
- Müschen (830)
- Hardensetten (783)
- Westerwiede (419)
- Winkelsetten (341)